# 妙法寺駅 (兵庫県)
妙法寺駅（みょうほうじえき）は、兵庫県神戸市須磨区横尾にある神戸市営地下鉄西神・山手線の駅。駅番号はS11。駅イメージテーマは「秋」。

## 歴史
- 1977年（昭和52年）3月13日：開業[2]。
- 1993年（平成5年）7月9日：快速の運転開始に伴い、通過列車が設定される。
- 1995年（平成7年）
  - 1月17日：阪神・淡路大震災で被災し、不通。
  - 1月18日：営業再開、快速休止。
  - 7月21日：震災後に休止していた快速が廃止される。

## 駅構造
地上1階にコンコース、改札があり、地下1階にプラットホームがある地上堀式駅。地下1階のプラットホームは相対ホーム2面2線である。
| 番線 | 路線         | 行先                          |
| ---- | ------------ | ----------------------------- |
| 1    | 西神・山手線 | ■三宮・新神戸・谷上方面       |
| 2    | 西神・山手線 | □名谷・学園都市・西神中央方面 |

付記事項
- 地下1階のプラットホームは両端をトンネルに挟まれているが、8連化対応のためのスペースがある（現在のホームは6連対応）。また、板宿側の途中にはトンネル間がシェルター構造（正式名称は護摩谷シェルター）となっている場所がある[4]。
- 当駅は「秋の駅」をテーマにした設計となっており、赤茶色の屋根をもつ山小屋風の駅舎で、壁面には栗や柿などの秋の幸を描いた陶板などが飾られ、ホーム周辺ののり面に植えられた樹木は秋に紅葉する品種が用いられている[2]。
- 線路面の海抜：約75m。

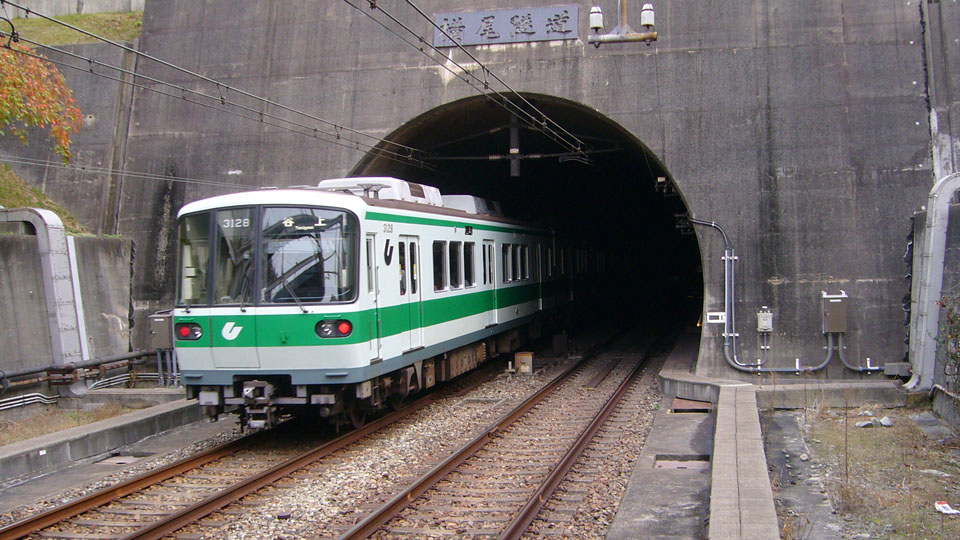
トンネルの近くにホームがある
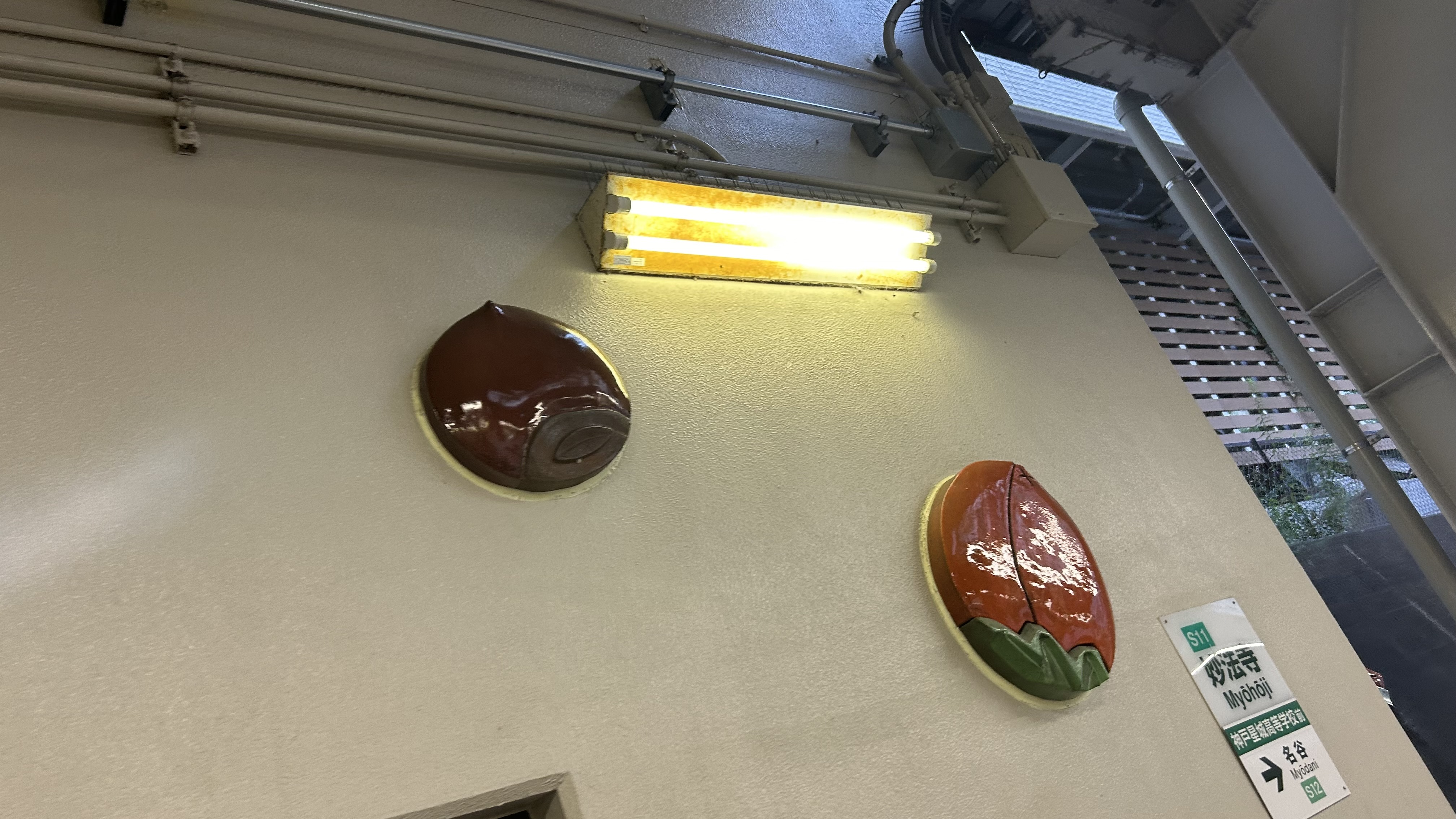
ホーム壁に埋め込まれている柿のレリーフ

## ダイヤ
上下とも毎時8本の運行。

## 利用状況
2022年度の1日平均乗車人員は14,823人である。
駅周辺には代替交通機関が無いため利用客は非常に多く、特に朝の通勤・通学ラッシュ時は大きな混雑となる。
当駅から隣の板宿駅までは朝ラッシュ時における最混雑区間である。
近年の1日平均乗車人員推移は下記の通り。
| 年度               | 1日平均 乗車人員 |
| ------------------ | ---------------- |
| 1995年（平成07年） | 17,972           |
| 1996年（平成08年） | 18,000           |
| 1997年（平成09年） | 17,100           |
| 1998年（平成10年） | 16,431           |
| 1999年（平成11年） | 16,277           |
| 2000年（平成12年） | 15,922           |
| 2001年（平成13年） | 16,665           |
| 2002年（平成14年） | 17,800           |
| 2003年（平成15年） | 17,832           |
| 2004年（平成16年） | 17,627           |
| 2005年（平成17年） | 17,692           |
| 2006年（平成18年） | 17,946           |
| 2007年（平成19年） | 18,205           |
| 2008年（平成20年） | 18,065           |
| 2009年（平成21年） | 17,397           |
| 2010年（平成22年） | 17,249           |
| 2011年（平成23年） | 17,055           |
| 2012年（平成24年） | 17,041           |
| 2013年（平成25年） | 17,083           |
| 2014年（平成26年） | 16,906           |
| 2015年（平成27年） | 16,993           |
| 2016年（平成28年） | 16,817           |
| 2017年（平成29年） | 16,939           |
| 2018年（平成30年） | 16,908           |
| 2019年（令和元年） | 16,869           |
| 2020年（令和02年） | 13,728           |
| 2021年（令和03年） | 14,368           |
| 2022年（令和04年） | 14,823           |

## 駅周辺

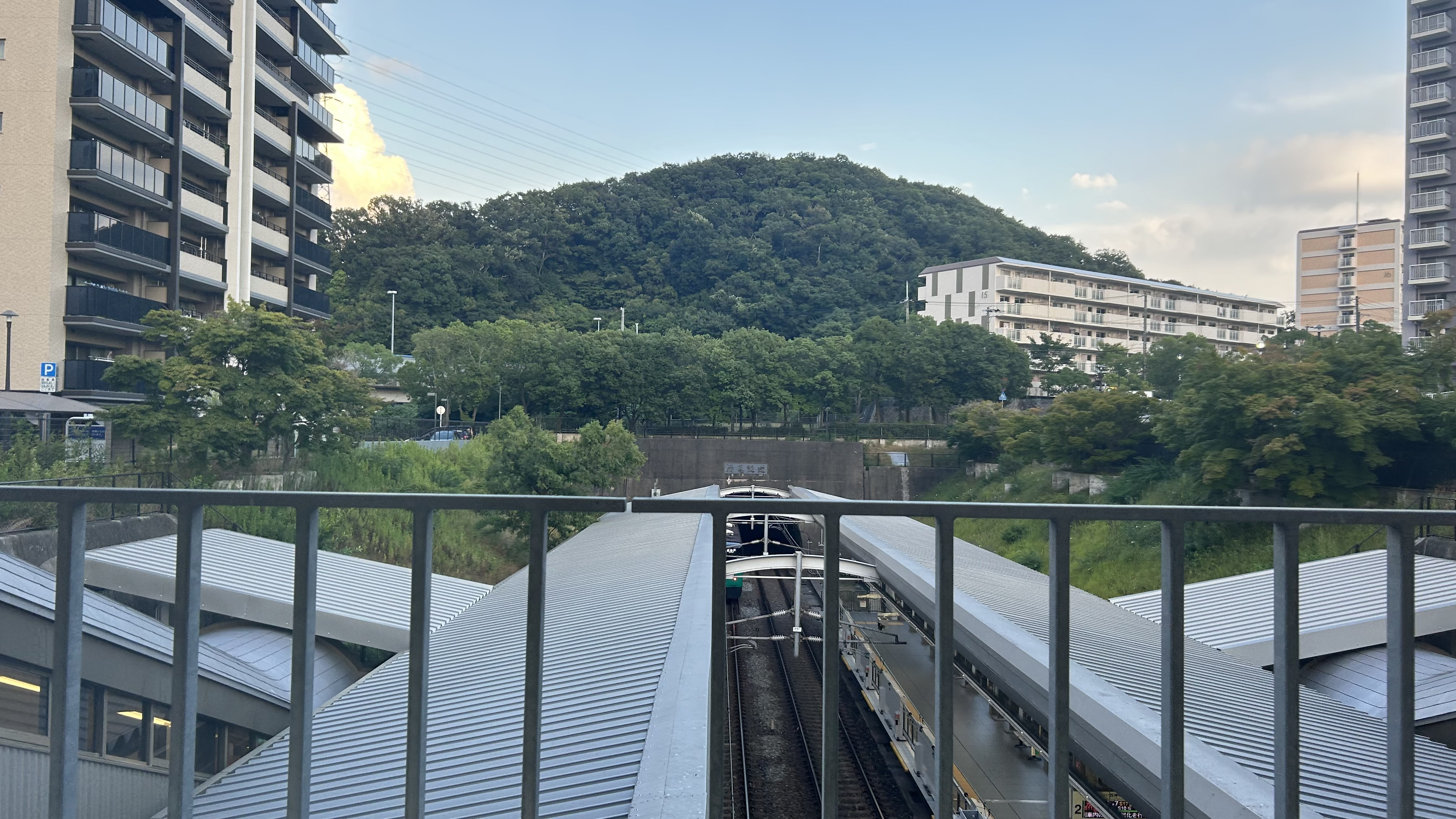
駅周辺は緑が多い

駅前には商業施設「リファーレ横尾」がある。また駅のすぐ北に阪神高速31号神戸山手線妙法寺出入口がある。また駅地上横には地下鉄用の変電所がある。
駅北側の妙法寺地区は那須神社などの平安時代に遡る名跡が存在する。一方駅南側の横尾地区は、地下鉄の開通と同時期に山麓を開拓して作成された団地である。
- リファーレ横尾
  - コープ横尾
- 日本郵便 神戸横尾郵便局
- 啓明学院中学校・高等学校
- 神戸星城高等学校
- たかなが皮膚科・アレルギー科・形成外科
- 兵庫県立須磨友が丘高等学校
- 妙法寺（駅名の由来の寺院）
- ラ・ムー 北須磨店
- 万代 北須磨店

### バス路線
開業時から、駅前にはバスターミナルが設置されている。
- 5系統…新長田駅行（板宿経由）
- 73系統…名谷駅（北須磨団地経由）行
- 75系統…須磨一の谷（高倉台経由）行
- 87系統…ひよどり台行（緑が丘・ひよどり台南町経由）
- 88系統…清玄町行
- 125系統・・若草町行

## 特記事項
- 改札口付近に自動体外式除細動器(AED)が1台設置されている。

## 隣の駅
神戸市営地下鉄
西神・山手線
板宿駅 (S10) - 妙法寺駅 (S11) - 名谷駅 (S12)
- （）内は駅番号を示す。